# راي برستون
راي برستون (بالإنجليزية: Ray Preston)‏ هو لاعب كرة قدم أمريكية أمريكي، ولد في 25 يناير 1954 في لورانس في الولايات المتحدة.

## وصلات خارجية
- راي برستون على موقع مرجع كرة القدم المحترفة.كوم (الإنجليزية)